# Aleksiej Czeriemisin
Aleksiej Anatoljewicz Czeriemisin, ros. Алексей Анатольевич Черемисин (ur. 23 września 1980 w Moskwie) – rosyjski siatkarz, grający na pozycji atakującego, reprezentant kraju.

## Sukcesy klubowe
Mistrzostwo Rosji:
- 2009, 2010, 2011, 2012
- 2004
- 2002, 2013

Puchar Rosji:
- 2009

Klubowe Mistrzostwa Świata:
- 2009, 2011

Superpuchar Rosji:
- 2010, 2011, 2012

Liga Mistrzów:
- 2012
- 2011
- 2013

Mistrzostwo Portugalii:
- 2016